# Nacionalna velika loža Azerbajdžana
Nacionalna velika loža Azerbajdžana (azer. Azərbaycan Milli Böyük Lojası), skraćeno AMBL, je regularna slobodnozidarska velika loža u Azerbajdžanu. Osnovana je 2008. godine.

## Povijest
Nakon ponovnog stjecanja neovisnosti 1991. godine, koje je uslijedilo raspadom komunističkog Sovjetskog Saveza, stvoreni su uvjeti za obnovu slobodnog zidarstva u Azerbajdžanu.
Prva azerbajdžanska masonska loža, Loža "Azerbajdžan" (engl. Azerbaijan Lodge) konstituirana je 2001. godine u Washingtonu pod zaštitom američke Velike lože Distrikta Columbia. Nakon toga projektu uspostave slobodnozirske organizacije u Azerbajdžanu priključuju se ruska i turska velika loža koje u 2003. godini osnivaju svaka po jednu ložu. Tako je u Moskvi osnovana Loža "Prijateljstvo" (rusk. Ложа "Дружба") pod okriljem Velike lože Rusije. Velika loža Turske je osnovala Loža "Hazar" (turs. Hazar Locası) u Ankari.
Godine 2008. je Velika loža Distrikta Columbia osnovala u Bakuu još ložu nazvanu po nazivu samog grada, Loža "Baku". Ove četiri lože su 9. prosinca 2008. godine u Bakuu utemeljile Nacionalnu veliku ložu Azerbajdžana. Sve to na zajedničkom osnivačkom skupu koje su vodile tri regularne velike lože; Distrikta Columbia, Rusije i Turske. Uspostavu novu veliku ložu potvrdila je tada i Nacionalna velika loža Francuske. U svom izvješću za 2009. godinu Povjerenstvo za informiranje o priznavanju pri Konferenciji velikih majstora u Sjevernoj Americi dalo je pozitivno mišljenje o prihvaćanju azerbajdžanske velike lože kao regularne velike lože.
U prosincu 2023. godine Ujedinjena velika loža Engleske (UGLE) priznala je Nacionalnu veliku ložu Azerbajdžana kao regularnu.

## Ustroj
Sjedište Nacionalne velike lože Azerbajdžana je u Bakuu.

### Lože
U kolovozu 2024. godine pod okriljem Nacionalne velike lože Azerbajdžana radi pet loža:
- Loža "Azerbajdžan" (Azərbaycan Lojası) br. 1[a] – nosi naziv po državi Azerbajdžan; osnovana u Washingtonu kao loža br. 2001 pod zaštitom Velike lože Distrikta Columbia.
- Loža "Prijateljstvo" (Dostluq Lojası) br. 2, Baku – nosi naziv po prijateljstvu; osnovana u Moskvi kao loža br. 24 pod zaštitom Velike lože Rusije.
- Loža "Hazar" (Xəzər Lojası) br. 3[a] – nosi naziv po Hazarima, turkijskim nomadima; osnovana u Ankari kao loža br. 1000 pod zaštitom Velike lože Turske.
- Loža "Baku" (Bakı Lojası) br. 4, Baku – nosi naziv po gradu Baku; osnovana kao loža br. 2008 pod zaštitom Velike lože Distrikta Columbia.
- Loža "Nizami" (Nizami Lojası)[a] – instrukcijska loža nosi naziv po persijskom pjesniku Nizamiju Gandžaviju.

### Uprava
Velikom ložom upravlja veliki majstor koji se bira na trogodišnje razdoblje. Dosadašnji veliki majstori su:
- Robert Bağır Heyat[b] (2008. – ?.);[3]
- Nader Heyat
- Aras Kazaz (2014. – ?.)[10]
- Bahman Motlagh (oko 2018./2019)
- Emil M. Hasanov (od 2023.)

### Međunarodna suradnja
Nacionalna velika loža Azerbajdžana sudjeluje u radu Svjetske konferencije regularnih masonskih velikih loža. Također, potpisala je povelje o prijateljstvu i međusobnom priznavanju s preko 65 regularnih velikih loža.

### Obredi
Nacionalna velika loža Azerbajdžana upravlja simboličkim stupnjevima plave lože (učenik, pomoćnik i majstor) i delegira upravljanje visokim stupnjevima na dodatna tijela i redove.

## Pridružena tijela i redovi
Upravljanje visokim stupnjevima Nacionalna velika loža Azerbajdžana provodi kroz pridružena tijela i redove od kojih svaki predstavlja jedan obred a na temelju potpisanih konkordata.
- Vrhovno vijeće 33. i posljednjeg stupnja za Azerbajdžan Drevnog i prihvaćenog škotskog obreda – nadležno za rad Drevnog i prihvaćenog škotskog obreda.[12][13]

### Škotski red
Vrhovno vijeće 33. i posljednjeg stupnja za Azerbajdžan je osnovano 8. srpnja 2017. u Bakuu uz potporu Vrhovnog vijeća Rumunjske. Pored rumunjskog, osnivanju Vrhovno vijeće za Azerbajdžan pomogli su i vrhovna vijeća Turske, Grčke, Rusije i Portugala. Vrhovno vijeće za Azerbajdžan je član Europske konfederacije vrhovnih vijeća (engl. European Confederation of Supreme Councils).
Pod okriljem Vrhovnog vijeća rade djeluju po jedna loža savršenstva, kapitel ružinog križa, koncil kadoša i konzistorij:
- Loža savršenstva "Nizami" – nosi naziv po persijskom pjesniku Nizamiju Gandžaviju.
- Kapitel ružinog križa "Zarathuštra" – nosi naziv po persijskom filozofu i proroku Zarathuštri.
- Koncil kadoša "Mitra" – nosi naziv po Mitri, liturgijskoj kapi.
- Konzistorij "Nasimi" – nosi naziv po pjesniku Imadaddinu Nasimiju.